# Johannes Hallbom
Nils Johannes Hallbom, född 23 augusti 1982 i Visby, är en svensk journalist och tidigare programledare. Hallbom arbetar sedan 2013 vid SVT Dokumentär och har där varit involverad i arbetet med flera uppmärksammade dokumentärserier.   

## Biografi
Hallbom har tidigare arbetat som programledare i både radio och tv. Mellan åren 2007–2009 ledde han Utbildningsradions musikprogram Garage.
2012–2013 var Hallbom programledare och producent för humorprogrammen Jul i fabriken och Sommar i Fabriken i Sveriges Radio P4, tillsammans med Anna Granath, Max Landergård och Jakob Larsson.
Hallbom har tidigare även varit sångare i den gotländska indierockgruppen Tony Clifton, och numera i dess efterföljare Juno Arcade. Han har även gjort originalmusik till flera av de dokumentärserier han arbetat med, då under pseudonymen The No Truster. 
Hallbom arbetade som reporter för dokumentärfilmsserien Experimenten (2016) om kirurgen Paolo Macchiarini. Serien vann bland annat pris för "Årets granskning" vid Kristallengalan 2016, samt Guldspaden 2016 och Stora journalistpriset samma år.
2017 prisades Hallbom både med Stora journalistpriset i kategorin "Årets avslöjande" (tillsammans med Dan Josefsson, Anna Nordbeck och Jakob Larsson) och med Guldspaden för dokumentärserien Fallet Kevin.
2021 var Hallbom producent för dokumentärserien De utvalda barnen tillsammans med Jasper Lake. Serien granskade Solvikskolan i Järna och dess kopplingar till waldorfpedagogik och antroposofi.   
2023 gjorde Hallbom dokumentärserien Stalker. Serien handlar om Felix i Skellefteå som under flera år blev förföljd och trakasserad av en anonym person som använde sig av kontantkortsnummer.
2024 gjorde Hallbom Det svenska styckmordet tillsammans med Dan Josefsson. Serien handlar om mordutredningen kring Catrine da Costas död 1984, och vilka brister i utredningen som ledde till att två läkare pekades ut som skyldiga till att ha styckat henne. 